# Quincey (Górna Saona)
Quincey – miejscowość i gmina we Francji, w regionie Burgundia-Franche-Comté, w departamencie Górna Saona.
Według danych na rok 1990 gminę zamieszkiwały 1124 osoby, a gęstość zaludnienia wynosiła 89 osób/km² (wśród 1786 gmin Franche-Comté Quincey plasuje się na 147. miejscu pod względem liczby ludności, natomiast pod względem powierzchni na miejscu 300.).